# Rallus crepitans
El rascón crepitante (Rallus crepitans) también conocido como rascón costero del atlántico, gallinuela de manglar o pollo de manglar, es una especie de ave gruiforme de la familia Rallidae propia de Norteamérica y el Caribe.

## Subespecies
Se reconocen las siguientes subespecies:

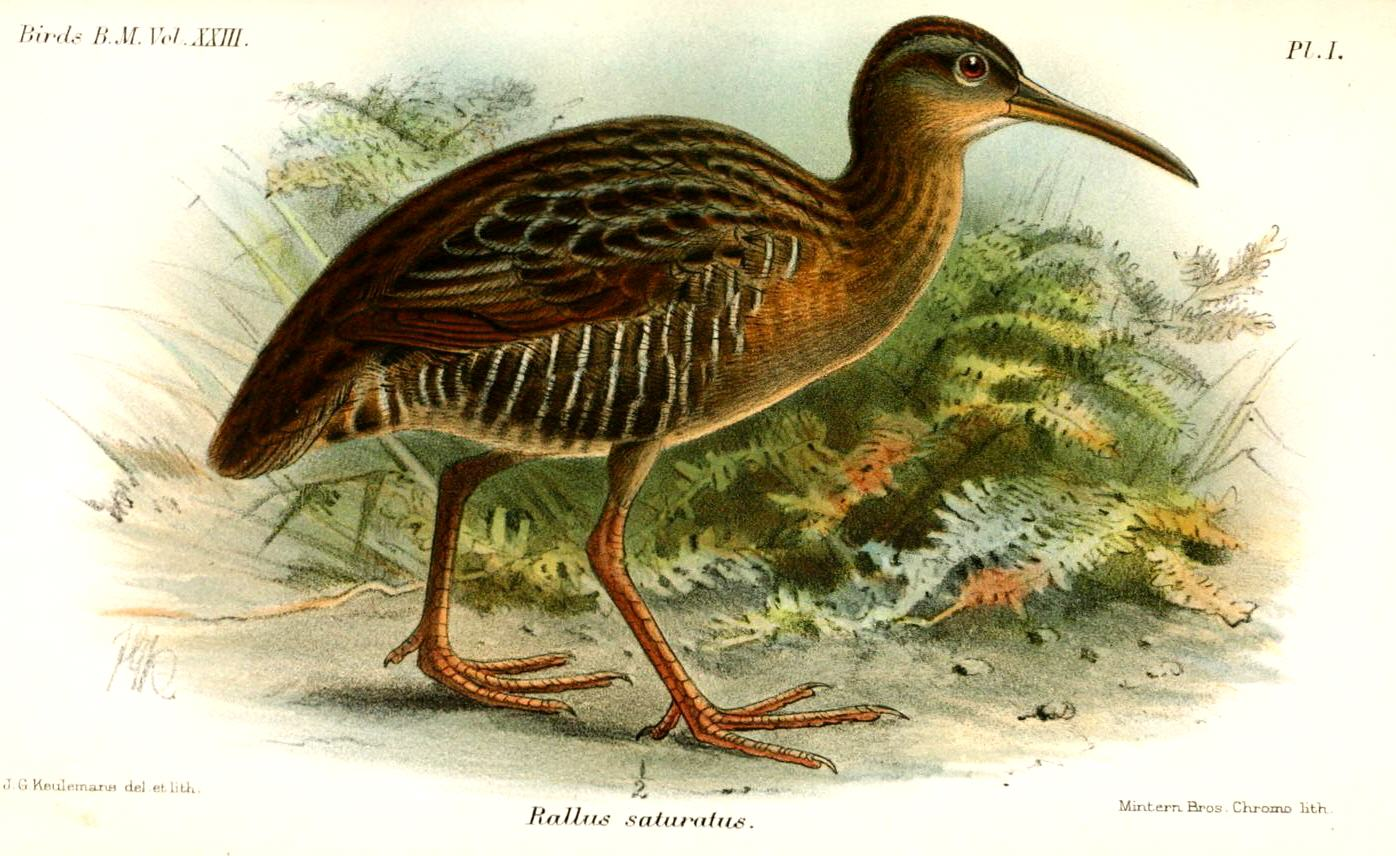
Ilustración de R. c. saturatus por Keulemans

- R. c. crepitans Gmelin, JF, 1789 – zonas costeras del noreste de Estados Unidos, desde Connecticut hasta el noreste de Carolina del Norte;
- R. c. waynei Brewster, 1899	– zonas costeras del sureste de Estados Unidos;
- R. c. saturatus Ridgway, 1880 – en la costa del Golfo, desde el suroeste de Alabama hasta el noreste de México;
- R. c. scottii Sennett, 1888	– zonas costeras de la Florida;
- R. c. insularum Brooks, WS, 1920 – en los cayos de la Florida;
- R. c. coryi Maynard, 1887 – en las islas Bahamas;
- R. c. caribaeus Ridgway, 1880 – desde Cuba a Puerto Rico y las Antillas Menores hasta Antigua y Guadalupe;
- R. c. pallidus Nelson, 1905	– en el norte de la península de Yucatán, las islas frente a Quintana Roo y Belice.

## Descripción
Es un ave del tamaño de un pollo que rara vez vuela, mide aproximadamente 36 cm de longitud y tiene un peso entre 200 y 400 gramos. Es de color marrón grisáceo con el pecho castaño pálido y una mancha blanca notable debajo de la cola. Su pico se curva ligeramente hacia abajo.

## Distribución y hábitat
Se distribuye a lo largo de las costas atlánticas del este de los Estados Unidos, el Golfo de México, el este de México, algunas islas del Caribe y América Central, así como en varios lugares del interior.
Las poblaciones se mantienen estables en la costa este de los Estados Unidos, aunque el número de esta ave ha disminuido debido a la pérdida de hábitat.

## Comportamiento
Se alimentan de crustáceos, insectos acuáticos y pequeños peces. Buscan comida mientras caminan, a veces sondeando con sus picos en agua poco profunda o barro.